# Anastasio González Rodríguez
Anastasio González Rodríguez (ur. 11 października 1914 w Villaute, zm. 16 sierpnia 1936 Fuente el Fresno) – hiszpański franciszkanin, alumn, męczennik chrześcijański i błogosławiony Kościoła rzymskokatolickiego.

## Biografia
Urodzony w Villaute (prowincja Burgos) 11 października 1914 roku. Rodzice José i Fructuosa byli rolnikami. Małżeństwo, miało czternaścioro dzieci, Anastasio urodził się jako dziesiąty. Rodzina była bardzo religijna, ojciec pracował jako zakrystian w kościele parafialnym, w którym Anastasio posługiwał do mszy świętej. Cztery jego siostry zostały franciszkankami koncepcjonistkami, a młodszy brat Eutiquio wstąpił do franciszkanów.
W 1925 roku Anastasio wstąpił do niższego seminarium prowadzonego przez franciszkanów w Alcázar de San Juan (Ciudad Real). Po dalszej nauce w kolegium w La Puebla de Montalbán (Toledo) w latach 1927–1930) rozpoczął nowicjat 1 czerwca 1930 roku w Arenas de San Pedro (Ávila). Pierwszą profesję złożył w Arenas 2 czerwca 1931 roku. Skierowany na studia przygotowujące do przyjęcia sakramentu kapłaństwa, triennium filozoficzne ukończył w Pastranie (Guadalajara), pierwsze dwa lata teologii w Consuegra (Toledo). Za zgodą przełożonych w maju 1936 zdał egzamin w Istituto di Alcázar de San Juan, by rozpocząć również studia świeckie. Podlegał obowiązkowi służby wojskowej, co opóźniało moment złożenia ślubów wieczystych. Pisał artykuły do seminaryjnego czasopisma. W listach do rodziny, pomimo trudnej sytuacji politycznej w Hiszpanii, wyrażał stanowczą wolę pozostania w zakonie i zastania kapłanem. Po wybuchu hiszpańskiej wojny domowej nie opuścił klasztoru. Został rozstrzelany wraz ze współbraćmi z konwentu w Boca de Balondillo (Fuente el Fresno, Ciudad Real) 16 sierpnia 1936 roku.

## Beatyfikacja
Brat kleryk Anastasio González Rodríguez OFM został ogłoszony błogosławionym wraz z innymi 497 męczennikami hiszpańskimi przez papieża Benedykta XVI na Placu Świętego Piotra 28 października 2007 roku. Mszy przewodniczył prefekt Kongregacji Spraw Kanonizacyjnych kardynał José Saraiva Martins.
Wspomnienie liturgiczne obchodzone jest jako obowiązkowe przez zakony franciszkańskie na terenie Hiszpanii, przypada 6 listopada.